# Massacro di Granada
Il massacro di Granada avvenne il 30 dicembre 1066 (9 Tevet 4827) quando una folla di musulmani assaltò il palazzo reale di Granada, allora governata dai musulmani di al-Andalus, assassinando Joseph ibn Naghrela, il visir ebreo del sultano ziride Badis ibn Habus, e massacrando gran parte della popolazione ebraica della città.

## Storia
Il 30 dicembre 1066 (9 Tevet 4827), una folla di musulmani inferociti, diede l'assalto al palazzo reale dove si era rifugiato Joseph e lo uccise mediante crocifissione. Nel conseguente massacro della popolazione ebraica, molti degli ebrei di Granada vennero assassinati. Nel 1906 la Jewish Encyclopedia affermava che "Più di 1500 famiglie ebree, e oltre 4000 persone, caddero in un solo giorno". L'edizione del 1971 non precisa invece il numero dei morti.
L'episodio fu caratterizzato da un pogrom. Walter Laqueur scrisse: "Gli ebrei non potevano di regola ottenere una carica pubblica (come al solito ci sono le eccezioni), e ci sono stati pogrom occasionali, come ad esempio quello di Granada del 1066."

Secondo lo storico Bernard Lewis, il massacro viene "di solito attribuito ad una reazione della popolazione musulmana contro un potente visir, che ostentava la sua appartenenza ebraica". Lewis scrisse:
Ucciderli non è considerata una violazione della fede, violazione sarebbe lasciarli andare avanti.
Hanno violato la nostra alleanza con loro, come si può essere condannati per andare contro i trasgressori?
Come può esistere un qualsiasi patto quando noi siamo insignificanti e loro primeggiano?
Ora siamo umili, nei loro confronti, come se fossimo dalla parte del torto e loro avessero ragione!»
Lewis continua: "Diatribe come quelle narrate da Abu Ishaq e massacri come quello di Granada del 1066, sono rari nella storia dell'Islam".